# 東海林周太郎
東海林 周太郎（しょうじ しゅうたろう、1933年11月12日 - 2017年7月15日）は、山形県出身のバスケットボール選手・指導者である。

## 人物
山形東高校から立教大学に進み、全日本チームの一員としてメルボルン五輪に出場。
卒業後は日本鉱業に入社し、ローマ五輪に出場した。
引退後はコーチに転じ、1966年には全日本の監督を務めた。
1995年にバスケットボール日本リーグ機構が発足されると、専務理事に就任した。
2017年7月15日、心筋梗塞のため神奈川県藤沢市の病院で死去。83歳没。晩年は同県茅ヶ崎市に在住しており、葬儀も茅ヶ崎市内の葬祭場でしめやかに営まれた。

## 日本代表歴
- 1954アジア大会
- 1956メルボルン五輪
- 1958アジア大会
- 1960アジア選手権
- 1960ローマ五輪